# Alexandru Pantea
Alexandru Grigoraș Pantea (Bucarest, 11 settembre 2003) è un calciatore rumeno, difensore dell'FCSB.

## Carriera

### Club
Cresciuto nel settore giovanile dell'FCSB, debutta in prima squadra il 21 giugno 2020, disputando l'incontro di Liga I pareggiato per 2-2 contro il Gaz Metan Mediaș; in questa prima stagione da professionista gioca in totale sette partite (quattro in campionato e tre in Coppa di Romania, competizione che viene peraltro vinta dalla sua squadra). Nella stagione 2020-2021 gioca poi ulteriori tre partite in campionato e, grazie ad una presenza nei turni preliminari di Europa League, esordisce nelle coppe europee; nella stagione 2021-2022 gioca invece in prestito all'Hermannstadt, con cui disputa 28 partite nella seconda divisione rumena. Finito il prestito torna allo FCSB, con cui nella stagione 2022-2023 gioca due partite nei turni preliminari di Conference League e quattro partite nella fase a gironi della medesima manifestazione.

### Nazionale
Tra il 2019 ed il 2022 ha giocato con alcune decine di partite con le varie nazionali giovanili rumene (scendendo in campo in particolare con le nazionali Under-16, Under-17, Under-18, Under-19 ed Under-20); nel 2022 ha esordito in nazionale maggiore, disputando gli ultimi 20 minuti dell'amichevole del 20 novembre 2022 vinta per 5-0 sul campo della Moldavia.

## Statistiche

### Presenze e reti nei club
Statistiche aggiornate al 13 novembre 2022.
| Stagione        | Squadra         | Campionato      | Campionato | Campionato | Coppe nazionali | Coppe nazionali | Coppe nazionali | Coppe continentali | Coppe continentali | Coppe continentali | Altre coppe | Altre coppe | Altre coppe | Totale | Totale |
| Stagione        | Squadra         | Comp            | Pres       | Reti       | Comp            | Pres            | Reti            | Comp               | Pres               | Reti               | Comp        | Pres        | Reti        | Pres   | Reti   |
| --------------- | --------------- | --------------- | ---------- | ---------- | --------------- | --------------- | --------------- | ------------------ | ------------------ | ------------------ | ----------- | ----------- | ----------- | ------ | ------ |
| 2019-2020       | FCSB            | L1              | 0+4        | 0          | CR              | 3               | 0               | UEL                | -                  | -                  |             | -           | -           | 7      | 0      |
| 2020-2021       | FCSB            | L1              | 1+2        | 0          | CR              | 0               | 0               | UEL                | 1                  | 0                  | SR          | 0           | 0           | 4      | 0      |
| 2021-2022       | Hermannstadt    | L2              | 18+10      | 0          | CR              | 2               | 0               |                    | -                  | -                  |             | -           | -           | 30     | 0      |
| 2022-2023       | FCSB            | L1              | 8          | 0          | CR              | 0               | 0               | UECL               | 6                  | 0                  |             | -           | -           | 14     | 0      |
| Totale FCSB     | Totale FCSB     | Totale FCSB     | 15         | 0          |                 | 3               | 0               |                    | 7                  | 0                  |             | 0           | 0           | 25     | 0      |
| Totale carriera | Totale carriera | Totale carriera | 43         | 0          |                 | 5               | 0               |                    | 7                  | 0                  |             | 0           | 0           | 55     | 0      |

## Palmarès

### Club

#### Competizioni nazionali
- Campionato rumeno: 2

FCSB: 2023-2024, 2024-2025
- Coppa di Romania: 1

FCSB: 2019-2020
- Supercoppa di Romania: 2

FCSB: 2024, 2025